# Folkets park, Karlskoga
Folkets park låg vid Nickkällgatan i centrala Karlskoga vid naturreservatet Rävåsen.
Folkparken invigdes 1918 och totalförstördes i en brand 2001 när dansbanan, serveringen och ett kontorshus brann ner. Samtliga byggnader uppfördes under första halvan av 1900-talet. Även Skogskyrkogården skadades lätt av branden.